# Josep Miralles
Pour les articles homonymes, voir Miralles.
Miralles i Rigó est un nom catalan. Le premier nom de famille, paternel, est Miralles ; le second, maternel, souvent omis, est Rigó ; les deux sont fréquemment liés par la conjonction « i ».
Josep Miralles Rigó (né le 13 décembre 1994 à Palma de Majorque) est un coureur cycliste espagnol, membre de l'équipe Dare-Gaviota.

## Biographie
En 2010, Josep Miralles devient champion d'Espagne sur route cadets.
En 2013, il évolue au sein de la petite équipe amateur Gijón-Las Mesta. Avec cette formation, il s'impose début septembre sur le Trofeo Festes María de la Salut devant deux coureurs professionnels de Burgos-BH, Lluís Mas et Juan Carlos Riutort. L'année suivante, il termine onzième du championnat d'Espagne sur route espoirs.
En 2015, il est membre de l'équipe Controlpack-La Titánica. Au mois de juillet, il remporte en solitaire le Memorial Pere Bestard, à Inca. Il enchaîne le lendemain par une victoire au Trofeu Sant Jaume, au terme d'un sprint massif de 63 coureurs. 
Il devient coureur professionnel à partir de l'année 2016, dans l'équipe continentale roumaine Tusnad. Il dispute sa première course sous ses nouvelles couleurs au Tour de la Communauté valencienne, épreuve dont il prend la 147e place. Il réalise sa principale performance au mois d'août, en terminant neuvième et meilleur jeune du Tour de Szeklerland. À l'issue de cette saison, il est recruté par la formation Amore & Vita-Selle SMP-Fondriest,.
Il commence la saison 2017 au Trofeo Porreres-Felanitx-Ses Salines-Campos, épreuve du Challenge de Majorque. Il s'y classe dix-huitième. Après en avoir remporté la deuxième épreuve à Muro, il s'adjuge le classement final du Trofeu Pla de Mallorca. En été, il gagne le Trofeo "Festes d'Agost" à Campos, devant son compatriote Joan Ruiz.
En 2018, il est engagé par la formation serbe Dare-Gaviota. Son premier résultat intervient dès le 4 janvier, avec une deuxième position sur la Clàssica del Murs, épreuve inaugurale du calendrier majorquin où il s'incline au sprint face à son compagnon d'échappée Ángel de Julián.

## Palmarès
- 2010
  -  Champion d'Espagne sur route cadets
- 2011
  - Champion des Baléares du contre-la-montre juniors
- 2013
  - Trofeo Festes María de la Salut
- 2015
  - Memorial Pere Bestard
  - Trofeu Sant Jaume
- 2017
  - Trofeu Pla de Mallorca :
    - Classement général
    - 2e étape

  - Trofeo Festes d'Agost

## Classements mondiaux
| Année           | 2017  |
| --------------- | ----- |
| UCI Europe Tour | 1619e |